# 菊池宏之
菊池 宏之（きくち ひろゆき、1983年12月13日 - ）は、兵庫県尼崎市出身のプロバスケットボール選手である。ポジションはシューティングガード。身長192cm、体重83kg。

## 来歴
尼崎市立立花中学校在籍中の13歳の時に漫画・SLAM DUNKと兄の影響でバスケットボールを始める。
1999年4月、尼崎市立尼崎高校に進学。3年生時には主将を務め、2001年インターハイに出場して初戦突破している。
2002年4月に進学した京都産業大学では1年生時よりレギュラーを獲得し、第29回関西学生選手権で最優秀新人賞を受賞、リーグ戦の優勝にも貢献した。2年生時の2003年新人戦でも最優秀新人賞を受賞。3年生時の2004年は第31回関西学生選手権で2年ぶりの優勝に貢献し、優秀選手賞を受賞。リーグ戦でも優勝を達成した。4年生時の2005年は西日本学生選手権と関西学生リーグ戦で準優勝して敢闘選手賞を受賞。関西選抜には3，4年生時に選出された。関西では近畿大学と強いライバル関係にあり、後に高松ファイブアローズでチームメイトとなる岡田優とは何度も対戦している。
インカレには毎年出場。全日本総合バスケットボール選手権大会にも2年生時を除いて出場し、4年生時の2006年第81回大会では1回戦でクラブチーム時代の富山グラウジーズを破って2回戦に進出している。
大学卒業後の2006年にドラフト全体13位（4巡目）で高松ファイブアローズ（現香川）から指名を受け入団。背番号は33。長身シューターとして、2006-07レギュラーシーズン全40試合に出場するなどして、チームのbjリーグ準優勝に貢献。
2007-08シーズン、2008-09シーズンは出場79試合の内、スターターとしての出場は1試合のみで、シックスマンとして貢献した。2008-09シーズンで契約満了となり退団。
高松退団後は一般クラブチームのBUBBLESに所属し、近畿クラブ選手権初優勝と全日本クラブ選手権3位に貢献。
2010年8月、高松ファイブアローズに復帰する。背番号は11。bjリーグ 2010-11シーズンは38試合に出場し、1試合平均10.66得点。フリースロー成功率はリーグ4位の82.5パーセント。2011-12シーズンはレギュラーシーズン全52試合に出場。スターターに定着し、1試合10.02得点。2012年1月にさいたまスーパーアリーナで開催されたbjリーグオールスターゲームに主催者推薦で初出場。同シーズンのオフに他チームからオファーがあったが高松に残留し、2012-13シーズンより心機一転の意味で背番号を0に変更。11月17日の浜松・東三河フェニックス戦（高松市総合体育館）で自己最多の23得点をマークするなど、このシーズンもスターターで活躍し、47試合に出場。有明コロシアムで開催されたオールスターゲームにも2年連続で選出された。
2013年現在東かがわ市在住で、11月に東かがわ市合併10周年記念で創設された「ふるさと大使」に就任した。
2015-16シーズンをもって現役を引退した。
2018年6月、香川ファイブアローズのバスケットボールアカデミーコーチに就任。

## 主な競技歴
- 2001年宮城国体ベスト8
- 2002年関西学生選手権 最優秀新人賞
- 2003年関西学生新人戦 最優秀新人賞
- 2004年関西学生選手権 優秀選手賞
- 2005年西日本学生選手権 敢闘賞
- 2005年関西学生リーグ戦 敢闘賞
- 関西学生選抜

## 記録
| シーズン         | チーム | GP | GS | MPG  | FG%  | 3P%  | FT%  | RPG | APG | SPG | BPG | TO  | PPG  |
| ---------------- | ------ | -- | -- | ---- | ---- | ---- | ---- | --- | --- | --- | --- | --- | ---- |
| bjリーグ 2006-07 | 高松   | 40 | 18 | 16.0 | .333 | .237 | .676 | 1.1 | 0.9 | 0.4 | 0.1 | 0.7 | 4.3  |
| bjリーグ 2007-08 | 高松   | 39 | 1  | 18.4 | .443 | .393 | .839 | 1.2 | 1.3 | 0.5 | 0.1 | 0.6 | 6.7  |
| bjリーグ 2008-09 | 高松   | 40 | 0  | 17.6 | .397 | .333 | .737 | 1.4 | 0.9 | 0.4 | 0.1 | 0.9 | 6.1  |
| bjリーグ 2010-11 | 高松   | 38 | 15 | 28.3 | .379 | .345 | .825 | 3.4 | 1.1 | 0.7 | 0.3 | 1.1 | 10.7 |
| bjリーグ 2011-12 | 高松   | 52 | 47 | 34.8 | .359 | .327 | .729 | 3.5 | 1.3 | 0.9 | 0.2 | 1.2 | 10.0 |
| bjリーグ 2012-13 | 高松   | 47 | 47 | 28.3 | .358 | .301 | .775 | 2.7 | 1.2 | 0.8 | 0.3 | 0.9 | 7.6  |
| bjリーグ 2013-14 | 高松   | 48 | 46 | 25.9 | .359 | .329 | .865 | 2.1 | 1.0 | 0.6 | 0.2 | 0.6 | 5.8  |
| bjリーグ 2014-15 | 高松   | 52 |    | 25.7 | .403 | .348 | .730 | 2.3 | 1.0 | 0.7 | 0.2 | 0.5 | 5.7  |
| bjリーグ 2015-16 | 高松   | 51 |    |      |      |      |      |     |     |     |     |     | 6.3  |

- bjリーグ
  - フリースロー成功率3位（2007-08）、4位（2010-11）
  - オールスターゲーム出場（2011-12、2012-13）

## 豆知識
- 雑誌MEN'S CLUBの『メンズクラブがbjリーグに注目するワケ』に2度登場。
- 好きな食べ物は、キットカット。嫌いな食べ物は、チーズ・納豆。
- 2008年は、香川県営野球場で行われたプロ野球の試合の始球式を2回担当した。担当試合は、5月11日に四国・九州アイランドリーグの香川オリーブガイナーズ対愛媛マンダリンパイレーツ戦と、8月20日ウエスタン・リーグのサーパス対阪神タイガース戦である。